# Hydajet Hyseni
Hydajet Hyseni, född den 10 mars 1954 i Gjilan i Kosovo i Jugoslavien, är en kosovoalbansk politiker.
Hydajet Hyseni var en ledande person bakom studentupproret 1981 i Kosovo och fick tillbringa tio år i serbisk fängelse. Han var tidigare känd som "Kosovos Che Guevara". Han studerade franska språket, journalism och internationella relationer. Han var vice partiledare för Kosovos demokratiska förbund och sedan i februari 1998 vice partiledare för Förenade demokratiska rörelsen. Han blev ställföreträdande utrikesminister i Kosovos provisoriska regering. Han har också tjänstgjort i flertal kommittéer.